# Mitsuo Kamata
Mitsuo Kamata, född 16 december 1937 i Ibaraki prefektur, Japan, är en japansk tidigare fotbollsspelare.
Han blev olympisk bronsmedaljör i fotboll vid sommarspelen 1968 i Mexico City.